# ルドルフ・フォン・イェーリング

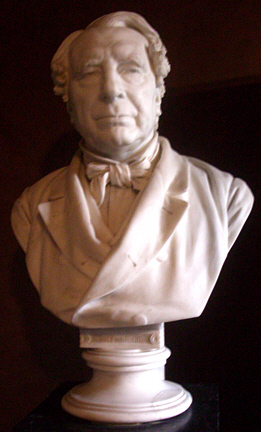
ルドルフ・フォン・
イェーリング, 1888

ルドルフ・フォン・イェーリング（Rudolf von Jhering、Iheringとも、1818年8月22日 - 1892年9月17日）は、ドイツの法学者。1872年に出版された『権利のための闘争（Der Kampf ums Recht）』の著者。近代社会学的な法学の礎を築いた歴史学派の学者として出発したが、後に法学者として方向転換する。

## 生涯
1818年8月22日アオリッヒで法学者の家に生まれた。彼の家系については、東フリースラント地方において、1561年まで遡る記録が存在する。1772年には、同地方のある町に、彼の先祖の一人に因んで、イェーリングスフェーンという名前が付けられている。
1836年ハイデルベルク大学に入学し、その後ゲッティンゲン、ミュンヘンでも大学生活を送り、1844年にベルリンで博士号を取得している。多く師事してきた中で、G.F.プフタ（Georg Friedrich Puchta）に受けた影響は大きかったようである。ベルリンでは博士号取得後も引き続き私講師として公開講座を担当した。そのときのテーマであったローマ法の精神は、イェーリングの生涯を通しての研究対象であったといえる。
バーゼル大学（1845年）、ロストク（1846年）、キール（1849年）、ギーセン（1851年）で教授職を歴任した後、1868年にウィーンへ移り住んだ。かの有名な「権利のための闘争（原題：Der Kampf ums Recht）」なる講演が行われたのもウィーンである。この講演は、出版後2年間で12版を重ね、26ヶ国語に翻訳された。本文に拠ると、権利に関してこう書かれている。
「権利の生涯とは闘争なのだ - 民族の、国家権力の、階級の、そして個人の闘争である。実際、権利は衝突の表現としてのみ意味を持っており、人類が自らを飼いならそうとする努力の顕れなのだ。残念なことに、権利は権力・不正に対し、今日の理性的な世界ではあまり用いられることのなく、不快で卑しまれるであろう方法で対抗しようとした。というのも、権利が社会闘争を真に解決しようとしたことは、今までにただの一度もなかったのだ。それよりも、権利が目指したのは、ただ単に、最終的な決定が下されるまでの間、どのように争われるべきであるかを規則に定め、それらの闘争を穏やかなものにすることであったのである。」
「権利は、単なる思想ではなく、生き生きとした力なのである。だからこそ、片手に権利を量るための秤を持つ正義の女神は、もう一方の手で権利を貫くための剣を握っているのだ。秤を伴わない剣は裸の実力を、剣を伴わない秤は権利の無力を意味する。」
己の権利を明らかにすることは、すべての責任能力のある人間の自分自身にとっての義務であるとする彼の主張には、彼の確固たる性格、正義感の強さ、そして彼の方法論と論理が表れている。
彼の講義は、学生に限らず、さまざまな職種の社会人やかなりの高位にある官吏にいたるまで、大勢の聴講者が詰め掛けるほどの人気であった。その社会的地位は、ウィーンでは、オーストリア皇帝によって、末代まで続く貴族の称号（フォン）を受けるほどであった。
1872年、大都市での生活が次第に煩わしいものとなったらしく、招聘を受けてゲッティンゲン大学へと移り、その後ライプツィヒやハイデルベルクからも招聘があったにもかかわらず、1892年9月17日に生涯を終えるまでゲッティンゲンで過ごした。
ゲッティンゲンでは、亡くなる直前まで活動を続けていた。彼の外見は、中背で髭はきれいに剃られ、着こなしは昔風、快活で人の良さがにじみ出ていた。彼の人柄が最もよく表れていたのは、彼が催す、身近な人々を自宅に招いての歓待の場であったようだ。
イェーリングは、民法のドグマの中で、契約以前に発生する賠償責任（通称Culpa in contrahendo）を“発見”した人間として知られている。
イェーリングが19世紀後半学術上もたらした功績は、方法論的には全く違ってはいるものの、同世紀前半のフリードリヒ・カール・フォン・サヴィニーのそれに近いものがある。

### 法学者としての方向転換
イェーリングの学術的発展に特別な寄与をしたとして特に強調されるのは、彼の法理論上の転換であろう。
未完で終わった『各発展段階におけるローマ法の精神』の初期の時点では、イェーリングは歴史学派の姿勢にのっとったシステムを提示しており、そこでは概念法学が決定的な役割を果たしている。しかし、この著作の3巻目に入るとすでに、イェーリングの視点は権利を社会学的に考察するものへと移行していく。イェーリング本人の弁によれば、ヴィントシャイトに触発されて同じ立場を採ったものであるというが、当時のドイツ法学界は、まだサヴィニーのカルト的ともいえる影響下にあった。そのため、既存の法学に対し手付かずの分野を認識し、新しいシステムを構築するようにと説く、まだ年若い教授イェーリングの試みは、既存の学派からは横目で見られていた。
彼の新しい視点は『法における目的』（Der Zweck im Recht）の中でより詳細に解説されているが、この著作も未完に終わっている。彼の見方によると、法とは、秩序をもたらし、利益衝突の機会を最小にすることで、個々人の、そして社会的な利益を守るという役割を果たす（利益法学）。『権利のための闘争』とともに、彼の知性、そして彼の個人主義的見解が色濃く表れている論文である。
しかし、彼の才能が余すところ無く発揮されているといえば、1870年に出版された『日常生活の法学』（Jurisprudenz des täglichen Lebens）であろう。彼の講義の大部分はローマ法の問題点を扱っているが（プラクティカPraktika）、これをまとめたものが1847年初めに刊行された『判決文抜きの民法事例集』（Civilrechtsfälle ohne Entscheidungen）である。
そのほかの彼の著作としては、『占有論についての論文集』（Beiträge zur Lehre von Besitz. Jahrbücher für die Dogmatik des heutigen römischen und deutschen Privatrechts初出）、さらにこれとは別に『占有の意思』（Der Besitzwille）もあり、1891年に刊行された『国家学小事典』の中の「占有」に関する記事については、特にカール・サヴィニーによる概念を「占有」の定義とする陣営と対立して、当時大論争を巻き起こした。

## 主な著作
- 『Vorgeschichte der Indoeuropäer 』（インド・ヨーロッパ族の先史時代）、1894年
  - 『The evolution of the Aryan 』、Drucker, Adolphus訳、Henry Holt。1897年
  - 『欧洲民族文化史』、井上忻治訳、興亡史論刊行会。1919年（大正8年）
- 『Der Geist des römischen Rechts auf den verschiedenen Stufen seiner Entwicklung』（各発展段階におけるローマ法の精神）全3巻。1852 - 1878年

- 『Der Kampf ums Recht 』（権利のための闘争） 、ウィーンでの講演記録。1872年
  - 『権利のための闘争』 小林孝輔・広沢民生訳、日本評論社。1978年
  - 『権利のための闘争』 村上淳一訳、岩波文庫。1982年
  - 『権利のための闘争』 池上嘉彦・栂善夫共訳、研究社小英文叢書284、研究社。1986年
- 『Der Zweck im Recht 』 （法における目的）全2巻。1877－1883年。
  - 『Law as a Means to an End』、Husik, Isaac訳、The Boston Book。1913年
  - 『イェーリング・法における目的』 山口廸彦編訳・解題、信山社出版　1997年

- 『Scherz und Ernst in der Jurisprudenz』（法学における戯言と真剣） 。1884年
- 『Der Besitzwille』（占有の意思）。1889年

集成
- 『大法学者イェーリングの学問と生活』 山口廸彦編訳・解題、信山社出版、1997、新装版2000